# Dietmar Herrmann
Dietmar Herrmann (* 3. Januar 1945 in Liegnitz, Provinz Niederschlesien; † 10. Januar 2023) war ein deutscher Heimatforscher und Autor entsprechender Publikationen zur Region Fichtelgebirge.

## Biografie
Dietmar Herrmann betätigte sich seit seinem 18. Lebensjahr als Heimatforscher sowie Landschafts- und Naturfotograf. Er trat mit Jahresbeginn 1966 dem FGV-Ortsverein Vordorf bei. Von 1967 bis 1973 war er Berichterstatter für die FGV-Vereinszeitschrift Der Siebenstern. Er war Vorsitzender des FGV-Ortsvereins Wunsiedel von 1976 bis 1985. Seit 1979 war er Vertreter im Zweckverband Fichtelgebirgsmuseum und ebenso lange Referent für Öffentlichkeitsarbeit, Schrifttum, Heimatgeschichte und Museen.
Dietmar Herrmann war bis zu seiner Pensionierung Bereichsleiter Firmenkunden in der AOK Bayern. Er lernte Sozialversicherungsrecht, Arbeitsrecht und Insolvenzrecht und war acht Jahre lang Dozent an der Verwaltungsschule. Seine Ehefrau Helga unterstützte seine langjährige ehrenamtliche Vereinsarbeit, sie waren seit 1967 verheiratet. Das Jahr 2000 war für ihn geprägt von dem praktischen Projekt, für das Kösseinehaus Schindeln herzustellen und in einer viermonatigen Teamarbeit anzubringen. 
Im Jahr 2002 engagierte er sich im Bauausschuss Haus des Fichtelgebirgsvereins in Wunsiedel und baute dort seit 2004 eine Regionalbibliothek nach Sachgebieten auf. Zu den Tätigkeiten gehörten Buchbesprechungen und die Aufnahme der Bücher in die Bibliothek, Auswertungen der Periodika, Führung und Erweiterung der Stichwortdatei und Literaturauskünfte persönlich oder per Mail. 
Herrmann hielt Bildervorträge über das Fichtelgebirge in verschiedenen Gremien, Themen sind beispielsweise Johann Wolfgang von Goethe und das Fichtelgebirge, der Jean-Paul-Weg oder Erlebnisregion Ochsenkopf. Zusätzlich entstand eine digitale Fotosammlung, die über 6500 Bilder aus der Fichtelgebirgsregion enthält. Er bot außerdem heimatkundliche Führungen im Fichtelgebirge an. 2013 und 2016 entstanden so auch entsprechend kommentierte Wandkalender.
Er schrieb seit 1980 Aufsätze über alle Themengebiete der Heimat, veröffentlichte Sachbücher über das Fichtelgebirge in den Bereichen Geografie, Hydrographie, Geschichte und Bergbau. Er verfasste das Standardwerk Lexikon Fichtelgebirge und erforschte die FGV-Geschichte. Seine Aufsätze sind als heimatkundliche Berichte in den lokalen Zeitungen erschienen, darunter in der Frankenpost, in Der neue Tag oder im Nordbayerischen Kurier. Berichte finden sich auch in den Zeitungsbeilagen Erzähler vom Gabelmannsplatz oder in der Heimatbeilage des Sechsämterboten/Frankenpost. Aufsätze sind von ihm seit 1965 im Heimatkalender für Fichtelgebirge, Frankenwald und Vogtland erschienen. Seine Erkenntnisse über das Fichtelgebirge und den Fichtelgebirgsverein hat er auf entsprechenden Internetplattformen des Vereins in Text und Bild festgehalten. Als registrierter ehrenamtlicher Wikipedia-Autor hat er zahlreiche Objekte aus dem Fichtelgebirge eingefügt oder ergänzt.
Herrmann starb im Januar 2023.

## Ehrungen (Auswahl)
- 1996: Goldener Siebenstern vom Fichtelgebirgsverein e. V.
- 2002: Silbernes Ehrenzeichen vom Deutscher Wanderverband
- 2003: Kulturpreis des Fichtelgebirgsvereins
- 2008: Ehrenbrief der Stadt Wunsiedel
- 2017: Ehrenmitglied im FGV-Hauptverein

## Bibliografie (Auswahl)

### Einzelveröffentlichungen
- Lexikon Fichtelgebirge. Ackermann-Verlag, Hof 2000.
- Wanderführer Fichtelgebirge. Drei Brunnen Verlag, 2003.
- Rother Wanderführer Fichtelgebirge. 2005.

### Schriftenreihen
- FGV-Schriftenreihe Das Fichtelgebirge
  - Die Kösseine im Fichtelgebirg. Band 3/1993.
  - Fränkischer Gebirgsweg – Routenbeschreibung Fichtelgebirge. 2007.
  - Rund um den Großen Waldstein. Band 16/2008.
  - Der Ochsenkopf im Fichtelgebirge. Band 17/2009.
  - Rund um die Kösseine im Fichtelgebirge. Band 18/2011.
  - Wasser vom Dach Europas – Gewässerkunde Fichtelgebirge. Band 19/2021

- Beiträge zur Geschichts- und Landeskunde des Fichtelgebirges. Verlag Kohler, Wunsiedel.
  - Die Kösseine. Heft 5.
  - Von den Gewässern im Fichtelgebirge. Heft 7.
  - Der Ochsenkopf. Heft 8.
  - Vom Bergbau im Fichtelgebirge Teil 1. Heft 11.
  - Vom Bergbau im Fichtelgebirge Teil 2. Heft 12.